# Opuntia aciculata
Espèce
Statut de conservation UICN

 DD  : Données insuffisantes
Statut CITES
Opuntia aciculata est une espèce de la famille des Cactaceae. C'est un cactus ornemental pérenne originaire du Texas mais qui est également répandu à Nuevo Leon selon D. Weniger en 1970 et à Tamaulipas dans le nord du Mexique.

## Description

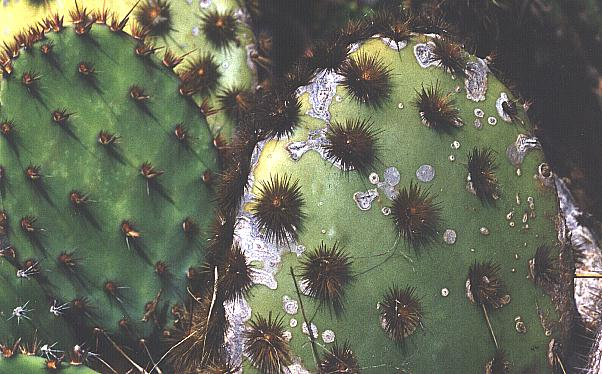
Raquettes.

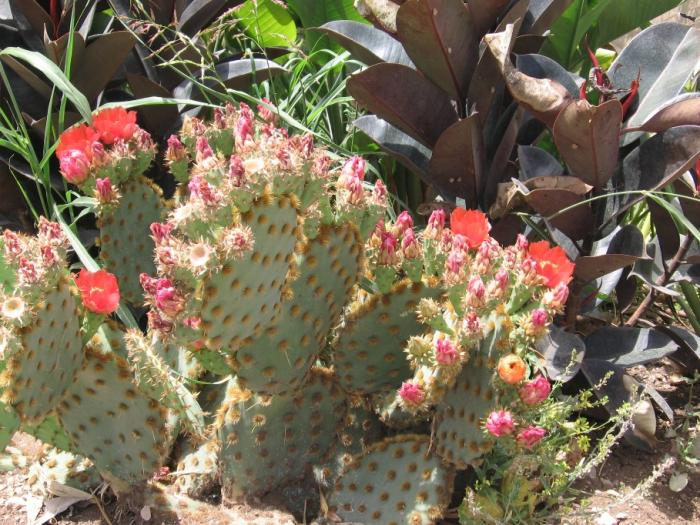
Floraison.

Elle possède de nombreux glochides ou microspines, de 3 à 12 mm de long, aciculaires, formant une grappe dense. Elles sont normalement de couleur jaune d'or à rouge foncé. Elle n'a souvent pas d'épines, ou rarement une à trois, qui sont réfléchies. Elles sont d'une couleur jaunâtre avec une base brunâtre, jusqu'à 30 mm,. Elles sont souvent pliées et apparemment caduques.
Les fleurs sont larges et pointues, de couleur jaune d'or, orange ou rouge, et d'un diamètre de 8 à 10 cm. Plusieurs sources rapportent que les fleurs sont de couleur jaune, mais les plantes cultivées ont généralement des fleurs rouge-orange vif, et parfois le centre est verdâtre. Les pétales sont larges et arrondis, les étamines sont jaunâtres et le stigmate jaunâtre terne avec huit à dix lobes verts. La plante fleurit généralement au début de l'été ou au printemps. Les fruits de la plante sont généralement en forme de poire, couverts de fines épines et de glochides, et sont pourpres ou verts,.

## Répartition et habitat
Son aire d'origine est le désert de Chihuahua (Texas) et le nord du Mexique,,.

## Écologie
Comme ses autres cousins cactus, cette espèce à feuilles caduques et succulentes a également ses feuilles réduites en épines pour réduire l'excès de transpiration, ce qui l'aide à survivre en conservant l'eau dans le climat chaud du Texas, dans le sud-ouest des États-Unis et dans le nord du Mexique. Cette adaptation l'aide également à se défendre contre les herbivores. Elle a la capacité particulière de se propager à partir de boutures de tiges ligneuses ou de bois tendre. Elle peut même se propager à partir de boutures de feuilles à n'importe quel moment de la saison de croissance, en laissant la surface coupée se recouvrir de callosités avant la plantation. Ce cactus ne peut survivre en bonne santé et produire de nombreuses fleurs que s'il est entièrement exposé au soleil. Il peut également tolérer des températures allant de −5 à −12 °C.

## Utilisation
Les fruits sont comestibles et les coussinets mous peuvent être cuisinés comme des légumes après avoir brûlé les épines. Les coussinets peuvent servir d'aliment pour le bétail.

## Systématique
Le nom correct complet (avec auteur) de ce taxon est Opuntia aciculata Griffiths.
Opuntia aciculata porte les noms vernaculaires anglais de Chenille pricklypear,, Old man's whiskers ou encore Cowboy's red whiskers.
Opuntia aciculata a pour synonymes :
- Opuntia aciculata var. orbiculata Backeb.
- Opuntia engelmannii subsp. aciculata (Griffiths) U.Guzmán & Mandujano
- Opuntia engelmannii var. aciculata (Griffiths) Bravo
- Opuntia engelmannii var. aciculata (Griffiths) D.Weniger
- Opuntia engelmannii var. flexispina (Griffiths) Weninger
- Opuntia engelmannii var. flexospina (Griffiths) B.D.Parfitt & Pinkava
- Opuntia flexipina Griffiths
- Opuntia flexospina Griffiths
- Opuntia lindheimeri var. aciculata (Griffiths) Bravo
- Opuntia strigii var. flexospina (Griffiths) L.D.Benson
- Opuntia strigil var. flexospina (Griff.) L.D.Benson

### Étymologie
Son épithète spécifique, aciculata, dérive du latin acicula, « petite épingle pour une coiffe », et du suffixe atus, « action achevée », ce qui signifie « couvert de petites épingles »,.
Le nom vernaculaire anglais de Chenille Pricklypear vient de la frange.